# Beji Lor
Beji Lor is een bestuurslaag in het regentschap Semarang van de provincie Midden-Java, Indonesië. Beji Lor telt 1792 inwoners (volkstelling 2010).